# Verdades (EP de César Menotti & Fabiano)
Verdades é um EP da dupla César Menotti & Fabiano, lançado em 13 de dezembro de 2019 pela Som Livre.

## Antecedentes e produção
Sempre em busca de novidades, o novo EP com 4 faixas é uma prévia das comemorações de 16 anos do primeiro álbum da dupla e que inclui a gravação de um novo DVD, com previsão de lançamento para 2020.

## Lista de Faixas
| N.º            | Título                | Compositor(es)                                          | Duração |  |
| 1.             | "Só Mais uma Verdade" | Vine Show                                               | 2:46    |  |
| 2.             | "Desespero Meu"       | Júnior Gomes Os Parazim V. Show                         | 3:09    |  |
| 3.             | "I Love"              | Cristhyan Ribeiro Gustavo Alves V. Show Vinícius Romero | 2:40    |  |
| 4.             | "Luciana"             | Kauê Segundero Lola Ortiz Murilo Costa Vanessinha PG    | 2:34    |  |
| Duração total: | Duração total:        | Duração total:                                          | 11:09   |  |